# Смурфики в кино
«Сму́рфики в кино́» (англ. Smurfs) — анимационно-игровой музыкальный фэнтезийный фильм, основанный на серии комиксов «Смурфики», созданной бельгийским художником Пьером Кюллифором (Пейо). Перезапуск серии фильмов о смурфиках, снятый режиссёром Крисом Миллером и сорежиссёром Мэттом Лэндоном по сценарию Пэм Брэди. Певица Рианна озвучила роль Смурфетты, также в озвучке принимали участие Джеймс Корден, Ник Офферман, Джей Пи Карлиак, Дэниел Леви, Эми Седарис, Наташа Лионн, Сандра О, Джимми Киммел, Октавия Спенсер, Ник Кролл, Ханна Уоддингем, Алекс Уинтер, Майя Эрскин, Билли Лурд, Шоло Маридуэнья, Курт Рассел и Джон Гудмен.
В феврале 2022 года студии LAFIG Belgium и IMPS (ныне известная как Peyo Company), правообладатели франшизы «Смурфики», объявили о сотрудничестве со студией Paramount Animation для создания по мотивам комиксов нескольких мультфильмов, первым из которых стал мюзикл. Брэди была нанята для написания сценария, и производство должно было начаться в том же году. В июне 2022 года Миллер стал режиссёром, а в апреле 2023 года Рианна присоединилась к проекту в качестве актрисы озвучки, продюсера и автора оригинальных песен. За анимацию отвечала студия Cinesite. Саундтрек написал Генри Джекман.
Премьера мультфильма «Смурфики в кино» состоялась 28 июня 2025 года в Брюсселе, а в американский прокат он вышел 18 июля. Проект получил отрицательные отзывы от критиков.

## Сюжет
В деревне смурфиков у каждого есть свой талант. Исключение составляет лишь один смурфик, которого называют Безымянным, — ни один из более чем десяти тысяч талантов ему не подходит. Во время прогулки в лесу он внезапно получает от говорящей книги по имени Джонти магические способности. В деревне он показывает их Папе Смурфу, вследствие чего того похищает злой волшебник Разамель, брат колдуна Гаргамеля. Смурфики отправляются в Париж, чтобы найти Кена, брата Папы.
После того как Кен соглашается помочь смурфикам, Безымянный открывает портал в замок Разамеля. Однако они не могут попасть туда из-за силового поля и оказываются в австралийском аутбэке. Там они встречают снутерпутов, маленьких мохнатых существ, и их лидера Маму Пут. Та рассказывает, что Разамель хочет уничтожить всё добро во вселенной. Для этого ему нужны четыре волшебные книги, одной из которых является Джонти. Чувствуя свою вину за происходящее, Безымянный в страхе убегает. Пока Смурфетта утешает его, Разамель похищает других смурфиков и снутерпутов. Мама Пут, Смурфетта и Безымянный отправляются в Мюнхен, чтобы остановить его.
Когда Разамель собирается убить Папу, появляются Смурфетта, Безымянный и Мама Пут. Джонти выдаёт себя, и оказывается, что всё это время колдовала она, а не Безымянный. Разамель забирает книгу, сделав её злой, оскорбляет Гаргамеля и улетает. Разозлившись на брата, Гаргамель спасает смурфиков и вместе с ними отправляется мстить ему. Используя все четыре книги, Разамель готовится уничтожить всё добро во вселенной, но его останавливают Гаргамель со смурфиками. Смурфетта возвращает Джонти на сторону добра, Безымянный вновь обретает способности и побеждает Разамеля, после чего остальные книги также становятся добрыми. Он отправляет Разамеля в неизвестную вселенную, а к Папе и Кену возвращается их брат Рон, когда-то пожертвовавший собой в бою против волшебника.

## Роли озвучивали
- Рианна — Смурфетта[6]
- Джеймс Корден — Безымянный, смурфик, у которого нет имени[7]
- Джон Гудмен — Папа Смурф[7]
- Ник Офферман — Кен, брат Папы Смурфа[7]
- Джей Пи Карлиак[англ.][7]:
  - Гаргамель, злой волшебник, помешанный на идее поимки смурфиков
  - Разамель, брат Гаргамеля
- Дэн Леви — Джоэль
- Эми Седарис — Джонти
- Наташа Лионн — Мама Пут
- Сандра О — Мокси, дочь Кена[7]
- Джимми Киммел — тихоходка
- Октавия Спенсер — Асмодея
- Ник Кролл — Чернобог
- Ханна Уоддингем — Иезавета
- Алекс Уинтер — Силач
- Майя Эрскин — Красавчик[8]
- Курт Рассел — Рон, брат Кена и Папы[9]
- Шоло Маридуэнья — Умник[10]
- Хьюго Миллер — Растяпа
- Крис Миллер — Ворчун
- Билли Лурд — Тревожник
- Marshmello — черепаха
- Spencer X — Звуковик
- Крис Прайноски:
  - Далёкий
  - Тихоня

## Производство

### Предыстория и разработка
Ещё в 2000-х годах компании Paramount Pictures и Nickelodeon Movies разрабатывали мультфильм о смурфиках совместно с продюсером Джорданом Кернером, но в какой-то момент права приобрели Columbia Pictures и Sony Pictures Animation. Они успели выпустить три проекта по франшизе: анимационно-игровой фильм в 2011 году, его продолжение в 2013 году и анимационный фильм «Смурфики: Затерянная деревня» в 2017 году.
В феврале 2022 года стало известно, что компании LAFIG Belgium и IMPS (ныне известная как Peyo Company), владельцы бренда «Смурфики», договорились о сотрудничестве с Paramount Animation и Nickelodeon Movies для производства нескольких анимационных фильмов о смурфиках, первым из которых должен был стать анимационный музыкальный фильм. Пэм Брэди стала автором сценария, производство должно было начаться в конце того же года. В июне 2022 года режиссёром фильма стал бывший ветеран студии DreamWorks Animation Крис Миллер. В апреле 2023 года Рианна получила роль Смурфетты и стала продюсером проекта; также она написала и исполнила оригинальные песни для ленты.
Изначально мультфильм должен был называться The Smurfs Movie (с англ. — «Смурфики в кино»), позднее его переименовали в The Smurfs Musical (с англ. — «Смурфики: Мюзикл»). На выставке CinemaCon в апреле 2024 года стало известно, что мультфильм всё же выйдет под названием The Smurfs Movie. Сорежиссёром проекта стал Мэтт Лэндон. С выходом первого трейлера в феврале 2025 года стало известно, что лента будет называться просто Smurfs (с англ. — «Смурфики»), а Nickelodeon Movies ушла из проекта по неизвестным причинам. Для проката в странах СНГ используется название «Смурфики в кино».

### Подбор актёров
В апреле 2024 года было объявлено, что к актёрскому составу присоединились Ник Офферман, Наташа Лионн, Джей Пи Карлиак, Дэн Леви, Эми Седарис, Ник Кролл, Джеймс Корден, Октавия Спенсер, Ханна Уоддингем, Сандра О, Алекс Уинтер, Билли Лурд, Шоло Маридуэнья, Курт Рассел и Джон Гудмен.

### Анимация и дизайн
Производством «Смурфиков в кино» занималась Nickelodeon Animation Studio, а за анимацию отвечала компания Cinesite. Визуальная составляющая вдохновлена оригинальными комиксами Пейо. Стиль художника повлиял на многие творческие решения, в том числе на включение в мультфильм текстовых описаний звуков и пузырей с текстом и создание «забавного и динамичного анимационного стиля».

## Музыкальное сопровождение
Для саундтрека к мультфильму Рианна написала и исполнила оригинальные песни. 16 мая 2025 года она выпустила песню «Friend of Mine» из саундтрека к фильму. Также в саундтрек вошла песня «Higher Love» от Desi Trill, записанная при участии Карди Би, DJ Khaled, Натании и Субхи. 19 мая стало известно, что музыку к мультфильму написал Генри Джекман. 13 июня лейбл Roc Nation Distribution выпустил альбом Smurfs Movie Soundtrack (Music From & Inspired By); помимо «Friend of Mine» и «Higher Love», в него вошли песни Джеймса Фонтлероя, Lous and the Yakuza, Tyla, Shenseea и других исполнителей. Саундтрек Джекмана вышел 18 июля, в день премьеры мультфильма.

### Списки композиций
| №                   | Название                    | Исполнитель                                     | Длительность |
| ------------------- | --------------------------- | ----------------------------------------------- | ------------ |
| 1.                  | «Milenge»                   | Натания                                         | 2:51         |
| 2.                  | «Celebrate»                 | Натания                                         | 1:59         |
| 3.                  | «Friend of Mine»            | Рианна                                          | 3:25         |
| 4.                  | «Higher Love»               | Desi Trill, DJ Khaled, Субхи, Карди Би, Натания | 2:56         |
| 5.                  | «Liar for a Living»         | Натания                                         | 3:29         |
| 6.                  | «It Takes A Village»        | Натания, The Indian Connect                     | 2:19         |
| 7.                  | «Big Dreams»                | Джеймс Фонтлерой                                | 2:05         |
| 8.                  | «To Me»                     | Lous and the Yakuza                             | 2:53         |
| 9.                  | «Did We»                    | Натания                                         | 3:14         |
| 10.                 | «Balle Balouza»             | Натания, Субхи, The Indian Connect              | 3:31         |
| 11.                 | «Everything Goes With Blue» | Tyla                                            | 2:10         |
| 12.                 | «It's My Party»             | Shenseea                                        | 2:38         |
| 13.                 | «Always On The Outside»     | Джеймс Корден                                   | 3:20         |
| 14.                 | «Higher Calling»            | The Indian Connect                              | 2:05         |
| Общая длительность: | Общая длительность:         | Общая длительность:                             | 38:55        |

| №                   | Название                        | Длительность |
| ------------------- | ------------------------------- | ------------ |
| 1.                  | «The Grimories»                 | 1:17         |
| 2.                  | «Smurf Village»                 | 2:04         |
| 3.                  | «No Name»                       | 3:12         |
| 4.                  | «Razamel»                       | 4:02         |
| 5.                  | «Neighborhood Watch»            | 1:20         |
| 6.                  | «Kenʼs Lair»                    | 1:56         |
| 7.                  | «Smurfʼs Unite»                 | 1:10         |
| 8.                  | «Land of the Snooterpoots»      | 1:49         |
| 9.                  | «Mama Poot»                     | 1:43         |
| 10.                 | «Charge of the Smurf Brigade»   | 2:06         |
| 11.                 | «Echoes of the Past»            | 0:42         |
| 12.                 | «Storming the Castle»           | 1:36         |
| 13.                 | «A Valiant Effort»              | 2:00         |
| 14.                 | «One of Us»                     | 1:30         |
| 15.                 | «The Rise and Fall of Gargamel» | 1:29         |
| 16.                 | «The Legend of Ron»             | 2:46         |
| 17.                 | «Guardianeers»                  | 1:30         |
| 18.                 | «Hostile Takeover»              | 2:04         |
| 19.                 | «Dreams and Nightmares»         | 1:46         |
| 20.                 | «Identity Crisis»               | 1:10         |
| 21.                 | «Long Awaited Epiphany»         | 2:19         |
| 22.                 | «The Comeuppance»               | 1:46         |
| 23.                 | «An Unexpected Return»          | 0:56         |
| 24.                 | «The Wizard Part 1»             | 5:00         |
| 25.                 | «The Wizard Part 2»             | 2:52         |
| Общая длительность: | Общая длительность:             | 48:21        |

## Премьера
Мировая премьера мультфильма «Смурфики в кино» состоялась 28 июня 2025 года в Брюсселе. 17 июля картина вышла в прокат в странах СНГ, а 18 июля — в США. Перед сеансами в кинотеатрах демонстрируется короткометражный мультфильм «Губка Боб: Заказ готов». Изначально премьера была запланирована на 20 декабря 2024 года, но была перенесена на 14 февраля 2025 года, а вместо мультфильма в эту дату вышел «Соник 3 в кино». Затем мультфильм был перенесён на июль 2025 года.

## Восприятие

### Кассовые сборы
В США и Канаде «Смурфики в кино» вышли в один день с фильмами «Эддингтон» и «Я знаю, что вы сделали прошлым летом». Согласно прогнозам, в свой дебютный уик-энд мультфильм должен был собрать $ 10—12 млн. Сборы на старте составили $ 11 млн, и мультфильм занял четвёртую строчку бокс-офиса.

### Критика
По данным агрегатора Rotten Tomatoes, 
22 % из 89 обзоров были положительными. Сайт обобщает мнения критиков так: «Данная версия „Смурфиков“ в кино, дурацкая, странная и не то чтобы смешная, ничего смурфического предложить просто неспособна». На Metacritic средневзвешенная оценка мультфильма составляет 31 балл из 100 на основе 27 рецензий, что соответствует критерию «в основном отрицательные отзывы». Зрители, опрошенные для CinemaScore, дали ленте среднюю оценку «B+» по шкале от «A+» до «F».
Многие критики описали «Смурфиков в кино» как скучный и монотонный мультфильм. В некоторых обзорах его сравнивали с мультфильмом «Тролли» (2016), причём в этом сравнении лента Paramount проигрывала. Зрители же критиковали рекламную кампанию мультфильма за то, что практически во всех промо-материалах присутствует фраза «Рианна в роли Смурфетты». Они отметили, что факт её участия — единственное, с помощью чего ленту продвигают.